# Hak (merk)
Hak (ook geschreven als HAK) is een Nederlandse groente- en peulvruchtenverwerker met de hoofdvestiging te Giessen waar het bedrijf in 1952 startte. In de loop van 21ste eeuw groeide HAK van een traditionele conservenfabrikant in de Benelux uit tot een merkenbedrijf in plantaardige voeding. Minimaal 85% van alle groenten en peulvruchten van Hak worden geteeld binnen een straal van 125 km van Giessen. Sinds 2021 zijn al deze groenten en peulvruchten On the way to PlanetProof gecertificeerd. Hak is actief in Noordwest Europa. Vanaf 2022 is Hak in handen van Flexway.

## Geschiedenis
De oorsprong van Hak ligt bij de gelijknamige familie Hak die in de jaren 1920 een handel in groenten en aardappelen begon in het Land van Heusden en Altena in Noord-Brabant. De eerste winkel van Hendrik Hak was in Giessen, gevolgd door winkels in Dussen en Werkendam.
In 1952 begon de familie een conservenfabriek in Giessen met als specialiteit de glazen verpakking. Na de appelmoes volgden al snel andere groenteconserven. Deze fabriek werd in 1958 al uitgebreid (capaciteit 2000 potten per uur) en werd al snel de voornaamste bedrijfsactiviteit. In 1962 vond met de opening van een nieuw fabriekscomplex (capaciteit 4000 potten per uur) ook de sluiting van de drie winkels plaats. Vervolgens groeide de productie gestadig, van 85 miljoen potten per jaar in 1977 tot 130 miljoen in 1988. Er lagen plannen voor verdere uitbreiding van de capaciteit maar er waren ondertussen ook toenemende milieuproblemen rond stankoverlast, geluidshinder en afvalwater. In Oud Gastel (waar in 1973 de firma Lama werd overgenomen) en Doetinchem (waar in 1970 de firma Blom werd overgenomen) kwamen filialen tot stand. Deze werden in de jaren '80 weer gesloten als gevolg van financiële problemen.
In 1985 en 1986 leed men respectievelijk een verlies van twee en zes miljoen gulden, mede als gevolg van de overname in 1984 van de failliete Conservenfabriek Geldermalsen, bekend onder de merknaam Veluco. Dit ging na tegenvallende resultaten in 1988 als apart onderdeel weer failliet. In de jaren '80 kwam Hak met tv-spotjes met Martine Bijl in de hoofdrol met de slogan "U moet de groenten van Hak hebben". In 1992 werd CSM de eigenaar van Hak. In 2000 kwam Hak in handen van H.J. Heinz Company. Heinz had Hak en een aantal ander merken in bezit gekregen bij de overname van de voedseldivisie van CSM in december van dat jaar. Vijf jaar later werd Hak overgenomen door de investeringsmaatschappij NPM Capital en samen met Jonker Fris (onderdeel van het Britse Premier Foods) in een nieuwe holding geplaatst onder de naam Neerlands Glorie. In 2006 ging producent van tafelzuur en appelmoes Koeleman uit Ter Aar failliet en nam Neerlands Glorie de merknaam over. Neerlands Glorie ging zich volledig concentreren op het merk Hak. Eind 2012 werd een nieuwe merkenstrategie opgesteld wat onder meer de stopzetting van de productie van huismerken inhield.  Vanaf dat moment lag de focus op het merk "Hak". De nieuwe slogan "Lekker Hollands, met de groenten van Hak" bevatte reclamecampagnes met o.a. Ronald de Boer en Ilse de Lange. In 2015 startte de samenwerking met chef-kok Herman den Blijker met de campagne "Bonen Erbij", om de toevoeging hiervan bij de iedere (doordeweekse) maaltijd onder de aandacht te brengen. Een innovatie In dit jaar: de stazak.
2017
Met de overname van groentespecialist Peter van Halder in juni 2017  werd Hak actief met koelverse producten, een snelgroeiend segment in de supermarkten. Dit bedrijf behaalde een omzet van ongeveer 10 miljoen euro op jaarbasis. Vanaf 2019 ging Peter van Halder verder onder de naam HAK Fresh. In november 2017 kocht Hak een meerderheidsbelang van 51% in het Duitse bedrijf Foodeko. Met de koop wil Hak zijn marktpositie in het buurland versterken. Sinds 2013 verkoopt Hak via Foodeko haar producten op de Duitse markt. Foodeko realiseerde in 2016 een omzet van 19 miljoen euro waarvan circa de helft met Hak producten. Alle personeelsleden, en ook de niet Hak-gerelateerde activiteiten van Foodeko, gingen over naar een nieuwe joint venture HAK-Foodeko GmbH. waarvan door uitbouw van de activiteiten de omzet de komende vijf jaar moest verdubbelen.
2020
In 2020 publiceert Hak zijn eerste Maatschappelijk Impact Rapport, over 2019. In dit duurzaamheidsverslag over de Groene Keuken van Hak staan de geboekte resultaten, initiatieven en concrete acties. Hak pleit voor grote veranderingen in de voedselketen en wil samen met de telers, producenten, retailers en consumenten toewerken naar het nieuwe ‘Groene Normaal’; duurzame, lokale teeltmethoden, kortere aanvoerketens, en een plantaardiger eetpatroon met de seizoenen als leidraad.
2021 en verder
In 2021 kwam Hak in handen van de Russische voedselproducent KDV Group. Dit bedrijf heeft vestigingen in 13 landen en verkoopt in ruim 35 landen. Op 13 september 2021 lanceerde Hak haar nieuwe groene campagne die consumenten bewuster maakt van duurzaam en lokaal geteelde groenten. Hiervoor is een meerjarige samenwerking gestart met actrice Elise Schaap. Door het sanctiebeleid ten gevolge van de Russische aanval op Oekraïne maakte sinds november 2022 het moederbedrijf van HAK geen onderdeel meer uit van KDV. Neerlands Glorie Groente & Fruit (NGG&F), waar Hak onder valt, is onderdeel geworden van Flexway, gevestigd in de Verenigde Arabische Emiraten. De Rus Denis Sjtengelov is zowel grootaandeelhouder van KDV als van Flexway. Deze verandering van eigenaar heeft geen consequenties voor Hak, dit blijft volledig autonoom opereren.

## Links en literatuur
- Website van Hak
- Josee Koning (tekst), U moet al vijftig jaar de groenten van hak hebben 1952-2002 (uitgave familie Hak 2002)